# أل جينينغز
أل جينينغز (بالإنجليزية: Al Jennings)‏ هو محامي أمريكي، ولد في 25 نوفمبر 1863 في فرجينيا في الولايات المتحدة، وتوفي في 26 ديسمبر 1961 في طرزانا، لوس أنجلوس في الولايات المتحدة.

## وصلات خارجية
- أل جينينغز على موقع IMDb (الإنجليزية)
- أل جينينغز على موقع قاعدة بيانات الفيلم (الإنجليزية)